# خوان دیه‌گو بوتو
خوان دیه‌گو بوتو (اسپانیایی: Juan Diego Botto‎؛ زادهٔ ۲۹ اوت ۱۹۷۵) بازیگر اهل اسپانیا و آرژانتین است.
از فیلم‌هایی که وی در آن نقش داشته است، می‌توان به داستان‌هایی از کرونن، امضاکنندگان ذیل، غریزه، اسماعیل، هر آنچه بخواهی، آسفالت، خدا عاشق خاویار است، ۱۴۹۲: فتح بهشت، اوبابا، عشق نه، فقط دیوانگی، رقصنده طبقه بالا و ال گرکو اشاره کرد.